# Subaru Tribeca
Subaru Tribeca — середньорозмірний кросовер японської компанії Subaru, що випускався з 2005 року по 2014 рік. На деяких ринках випускався як Subaru B9 Tribeca. Назва «Tribeca» походить від «TriBeCa» - околиці Нью-Йорка. 
Доступний на ринках Північної Америки, Австралії (з 2006 року), в Європі (з 2007 року). Також продається в Чилі, Аргентині, Китаї та деяких країнах Південно-Східної Азії.

## Опис

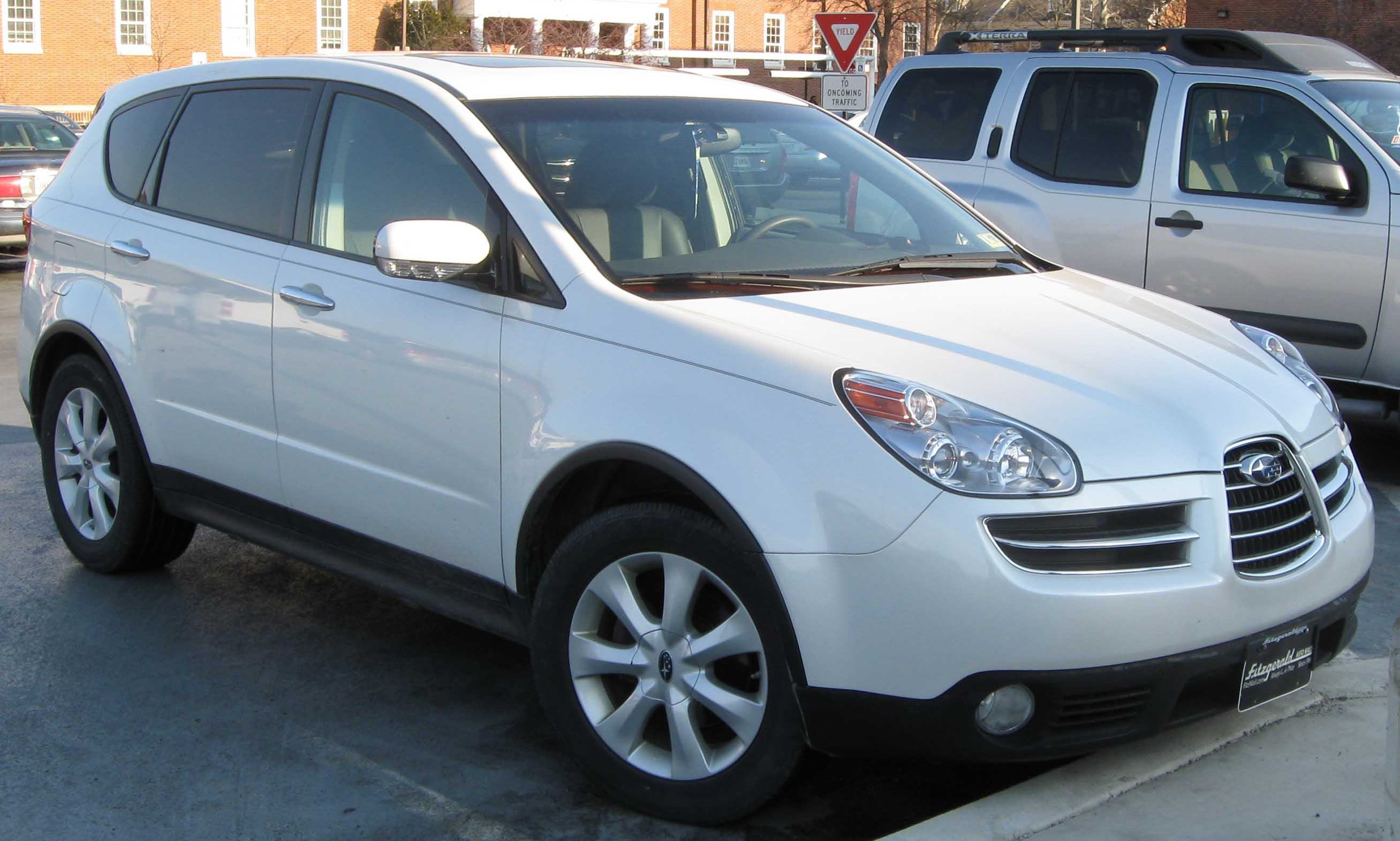
Subaru B9 Tribeca (2005-2008)

Починаючи з першої випущеної моделі, позашляховик Subaru Tribeca відрізнявся яскравим колірним рішенням екстер'єру, який дуже виділявся на тлі інших авто, і це надавало йому ще більшої чарівності. Модель побудована на платформі Subaru Legacy. Існують як п'ятимісні, так і семимісні моделі.

### Рестайлінг 2008
У 2007 році на Нью-Йоркському автосалоні компанія Subaru представила нове покоління автомобіля Tribeca. Subaru вирішила відмовитися від "сміливого" дизайну, яким вона свого часу "розполохала" всіх потенційних покупців попередньої версії Tribeca. Новий автомобіль вийшов більш стриманим, вагомим і по-своєму цікавим. Нове покоління Tribeca оснащуватися 3,6 літровим двигуном EZ36 з системою розподіленого вприскування палива розвиває потужність 258 кінських сил при 6000 об/хв, крутний момент 247 Нм при 4000 об/хв. Прискорення 0-100 км/год займає неповних 9 секунд, а споживання палива у змішаному циклі не перевищує 11,6 л/100 км. Що стосується трансмісії, то на автомобіль встановлюється 5-ступінчаста АКПП.
Оновлений в 2014 році, Tribeca має приблизно ті ж габарити, що і Subaru Outback. Екстер'єр, а особливо передня частина кузова, продуманий таким чином, щоб не кидатися в очі. Багато хто спочатку може навіть не ідентифікувати дану модель як продукт компанії Субару. Радіаторна решітка з вузької і непримітної стала набагато привабливішою, з широкими горизонтальними планками. На капоті є плавні і стильні виштамповки. Задня частина кузова відрізняється округлими формами і відмінно доповнює загальний гідний зовнішній вигляд автомобіля. 
У цілому, екстер'єр Subaru Трібека вдало поєднує у собі елементи надійності і претензійну заявку на агресивність. На відміну від більшості основних конкурентів, Subaru Tribeca представлений в єдиній комплектації, до якої входять: 18-дюймові литі диски, система повного приводу, протитуманні фари, функція підігріву і електричного регулювання передніх сидінь, Bluetooth-з'єднання, функція гучного зв'язку, аудіосистема з 10 динаміками, шкіряне оздоблення салону, двозонна система клімат-контролю, люк і рейлінги на даху. Додатково для Субару Трібека доступна система навігації, DVD-розважальна система для пасажирів задніх сидінь з парою бездротових навушників, супутникове радіо, збільшений екран камери заднього виду, система дистанційного запуску двигуна, кріплення для перевезення велосипедів і байдарок, а також відсік з перегородкою для перевезення домашніх улюбленців.

## Двигуни
- 3.0 л EZ30 H6 245 к.с. (2006–2007)
- 3.6 л EZ36 H6 258 к.с. (2008–2014)

## Галерея

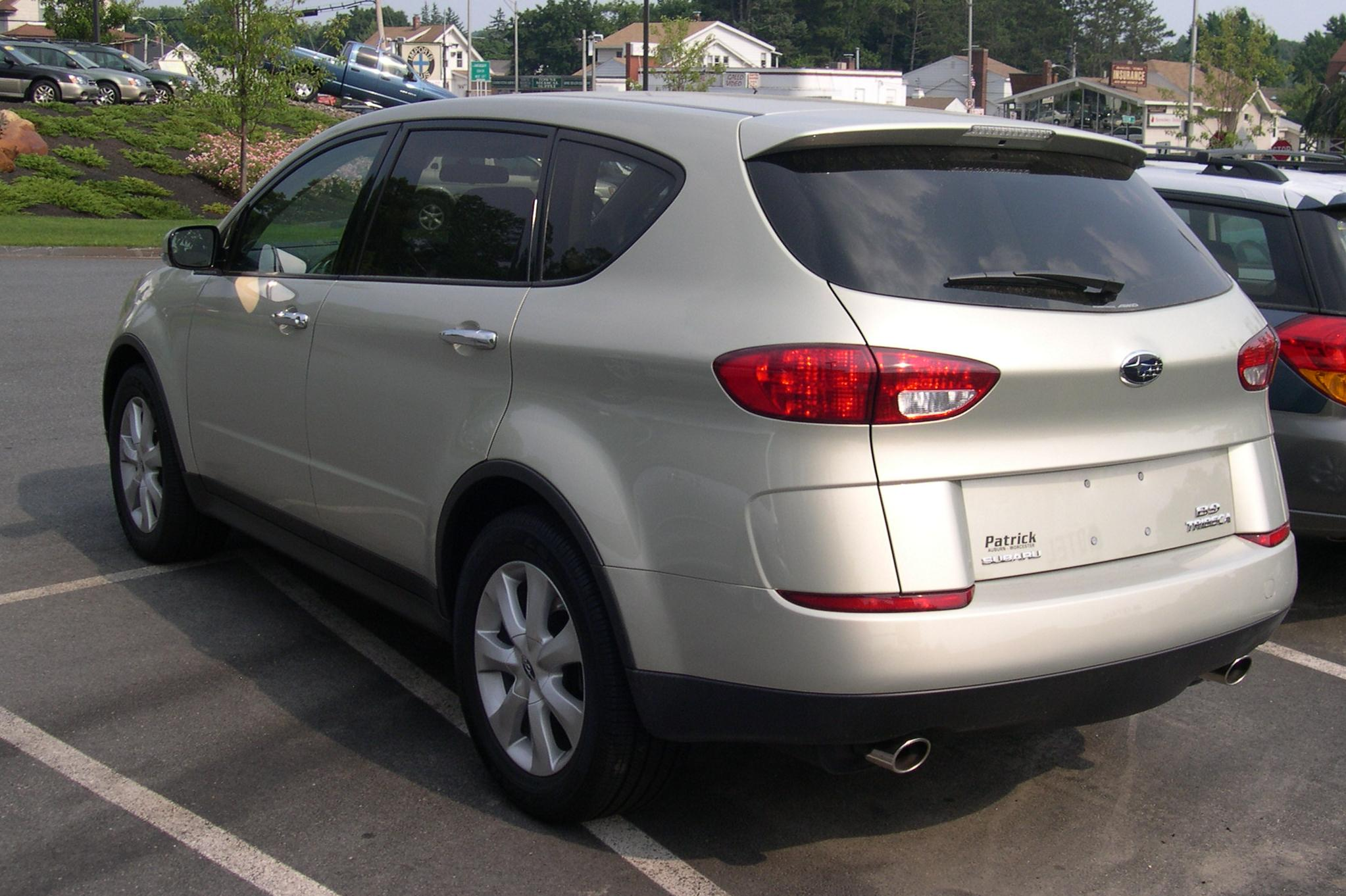
Subaru Tribeca (2005-2008)
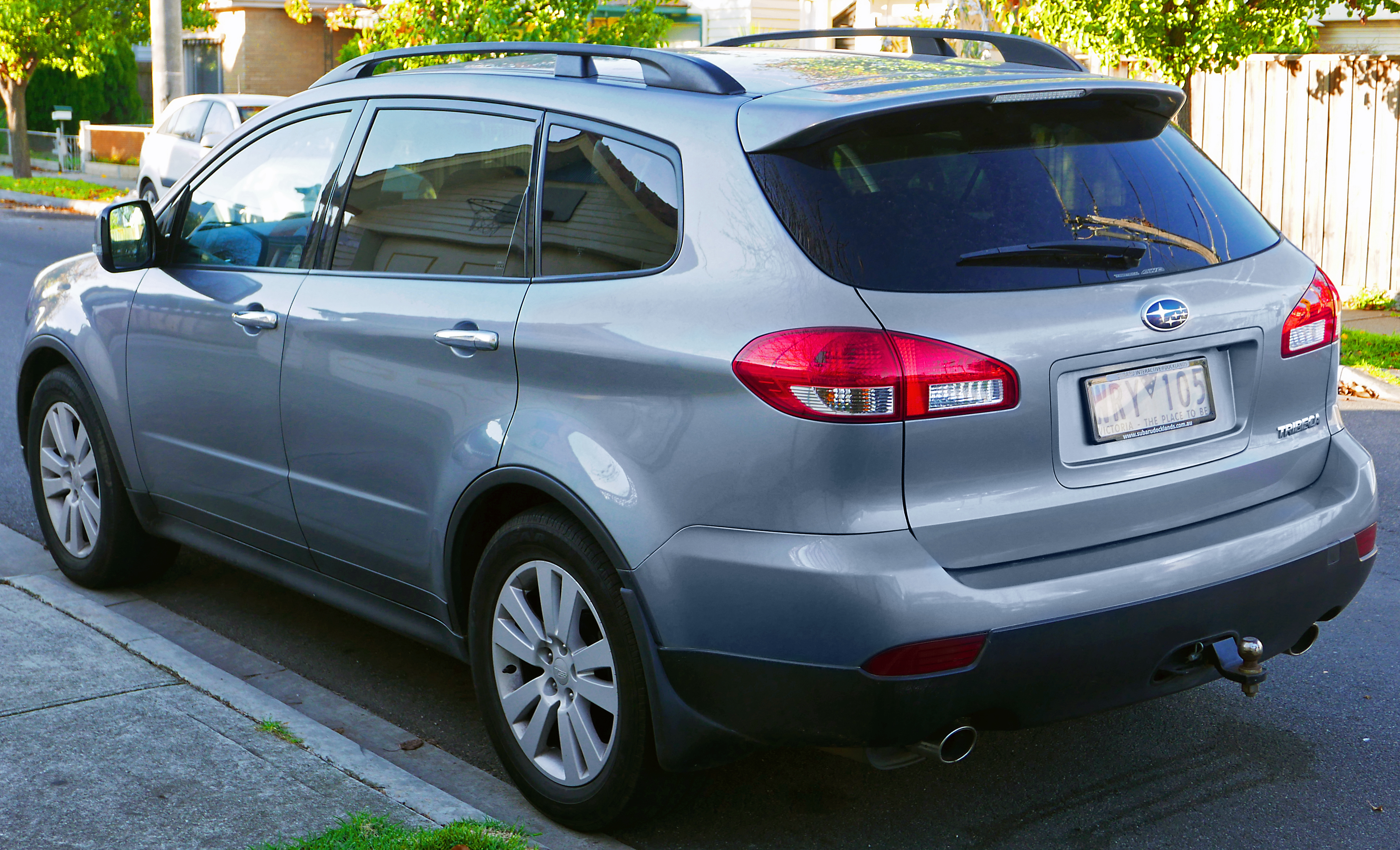
Subaru Tribeca (2008-2014)
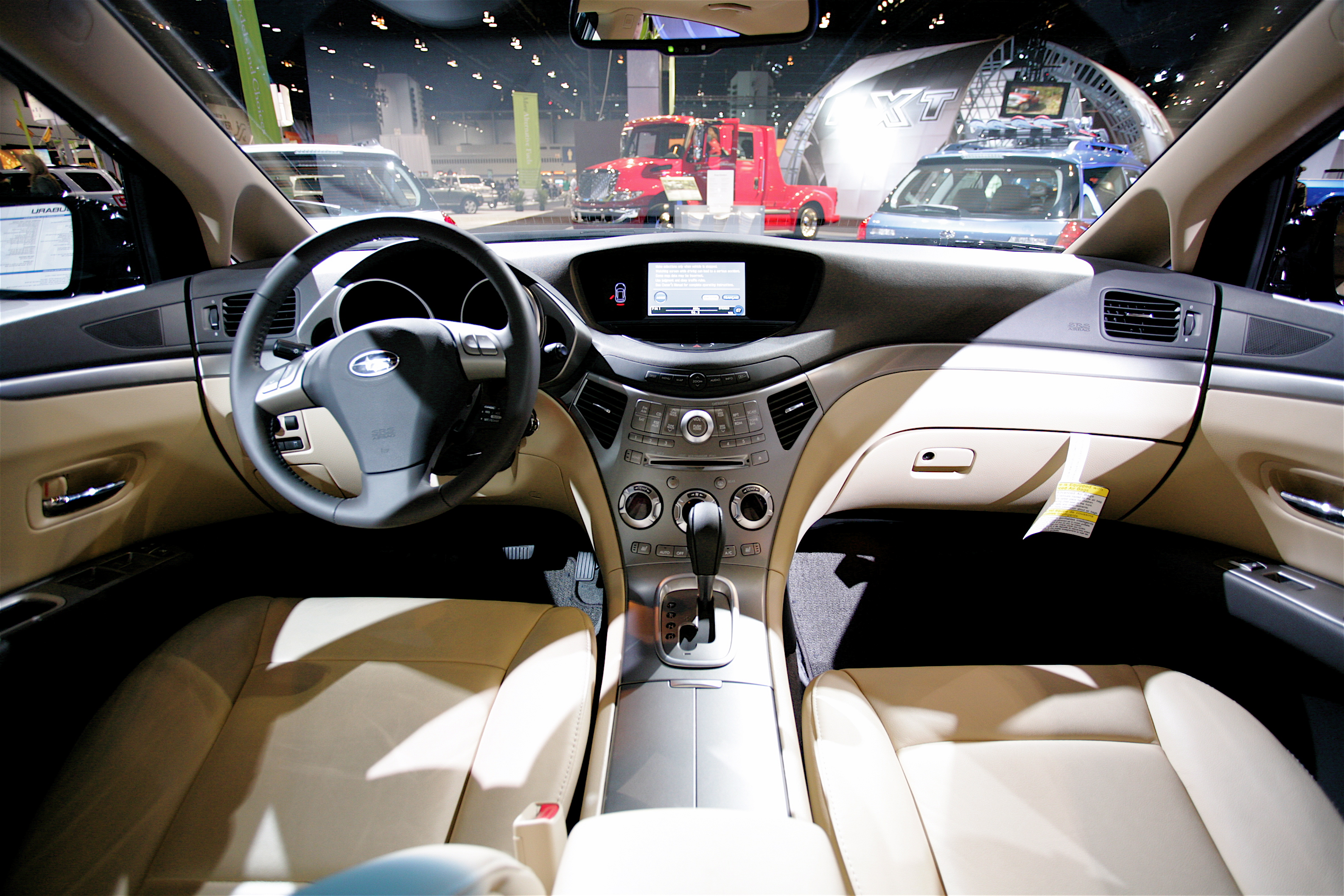